# Фусиле, Хорхе
Хо́рхе Чиро Фуси́ле Пердомо (исп. Jorge Ciro Fucile Perdomo; род. 19 ноября 1984[…], Монтевидео) — уругвайский футболист, защитник. В составе сборной Уругвая — полуфиналист чемпионата мира 2010 года.

## Биография
Фусиле начал карьеру в 2003 году в клубе «Ливерпуль» из Монтевидео, который незадолго до этого вернулся в Высший дивизион уругвайского футбола. 31 августа 2006 он перешёл в «Порту» и в первом сезоне провёл 18 матчей в чемпионате Португалии. Он стал чемпионом Португалии, а затем повторил этот успех ещё трижды, закрепившись в основе клуба.
В начале 2012 года Фусиле был отдан в годичную аренду в бразильский «Сантос». 16 марта забил первый гол за «Сантос» в ворота «Хуана Аурича» в рамках Кубка Либертадорес. Вместе с бразильской командой дошёл до полуфинала турнира, где «Сантос» уступил лишь будущим победителям, соотечественникам из «Коринтианса».
По окончании чемпионата Бразилии 2012 года Хорхе принял решение покинуть «Сантос». Среди клубов, куда Фусиле мог перейти, фигурировали «Пеньяроль» и лиссабонский «Спортинг».
В 2013 году Фусиле вернулся в «Порту», где почти не получал игровой практики, новый тренер Паулу Фонсека предпочитал ему других игроков. В июле 2014 года Фусиле в статусе свободного агента вернулся в Уругвай, где подписал контракт с «Насьоналем». Дважды помог своей команды выиграть чемпионат Уругвая — в сезоне 2014/15 и в 2016 году (переходный чемпионат). В 2019 году перешёл в клуб Второго дивизиона «Пласа Колонию».

### В сборной
С 2006 года Фусиле постоянно вызывается в сборную Уругвая. Хорхе принял участие в Кубке Америки 2007, 2015 и 2016 годов, а также в двух чемпионатах мира — 2010 и 2014 годов. В победном для сборной Кубке Америки 2011 Фусиле не выступал из-за травмы.

## Достижения
- Чемпион Уругвая (2): 2014/15, 2016
- Чемпион Уругвая (Сегунда): 2002
- Чемпион Португалии (5): 2006/07, 2007/08, 2008/09, 2010/11, 2011/12
- {Обладатель Кубка Португалии: 2009/10
- Обладатель Суперкубка Португалии (4): 2009, 2010, 2011, 2013
- Победитель Лиги Европы: 2010/11
- Чемпион Лиги Паулисты: 2012
- 4-е место на чемпионате мира 2010
- 4-е место в Кубке Америки 2007